# Pier Luigi Pizzi
Pier Luigi Pizzi (15 de junio de 1930, Milán, Italia) es un famoso director, escenógrafo, diseñador de vestuario y puestista de óperas italiano.
Luego de graduarse como arquitecto en su natal Milán, en 1951 comenzó a trabajo en el Piccolo Teatro di Milano con Giorgio Strehler y posteriormente en el Teatro Tommaso de Génova.
Colaboró durante varios años con Luca Ronconi y en 1977 dirigió su primera ópera, Don Giovanni de Mozart en el Teatro Regio (Turín). 
Ha trabajado en La Scala, Burgtheater de Viena, la Wiener Staatsoper, Ópera de París, Covent Garden, Múnich, Arena de Verona, Florencia, Nápoles, Palermo, Parma, Teatro la Fenice de Venecia, Teatro Real de Madrid y muy especialmente en el festival Rossini de Pésaro.
En 1990 inauguró la Ópera de la Bastilla en París con Les Troyens de Berlioz y en 2004 en la reapertura de La Scala con L'Europa riconosciuta de Antonio Salieri con su antiguo colaborador Luca Ronconi.
Desde el 2005 es director del Sferisterio Opera Festival de Macerata.
Fue nombrado caballero de la Legión de Honor por el gobierno francés.
1. ↑  «YouTube - Rossini: La pietra del paragone (Opus Arte)».
2. ↑  «YouTube - Roma11/05/09 - II parte Conf-Stampa SFERISTERIO Opera Festival- Intervento di PIER LUIGI PIZZI».
3. ↑  «YouTube - Turandot Sferisterio».

## Literatura
- Maria Ida Biggi (Hrsg.): Pier Luigi Pizzi alla Fenice. Marsilio 2005. (ISBN 88-317-8807-8)